# فالدينغو
فالدينغو  هي كومونا في مقاطعة بييلا في المنطقة الإيطالية بيدمونت ، وتقع على بعد حوالي 60 كيلومترًا (37 ميلًا) شمال شرق تورين وحوالي 3 كيلومترات (2 ميل) جنوب شرق بييلا .
تقع فالدينغو على حدود البلديات التالية: كانديلو ، كيريتو كاستيلو ، كانديلو ، ترنينجو ،رونوكو بيليسي ، كوارجنا و ڤيجليانو بيليسي